# 1947년 인도-파키스탄 전쟁
1947년 인도-파키스탄 전쟁은 카슈미르의 귀속을 둘러싸고 인도와 파키스탄 사이에서 열린 전쟁으로, 인도-파키스탄 전쟁에서 첫번째 전쟁이다. 전쟁 결과 카슈미르는 양국이 분할하여 실효 지배하게 되었다.

## 개요
1945년 9월 2일에 제2차 세계 대전이 끝난 결과 인도 제국은 해체하게 되었지만, 1947년 8월 15일에 정식으로 독립함에 있어 종교 대립의 영향으로 힌두교 중심의 인도 자치령과 이슬람교 중심의 파키스탄에 나누어 독립하게 되었다. 영국령 인도는 직할령 및 번왕국으로 구성되어 있으며 대부분의 번왕국은 인도 또는 파키스탄에 귀속하는 것으로, 문제는 적었다. 그러나 여러 번왕국에 문제가 생겨 두 세력 사이에 있는 잠무 카슈미르 번왕국도 마찬가지였다.
잠무 카슈미르 번왕국은 번왕이 힌두교도이며, 주민의 80%가 이슬람교도였다. 따라서 귀속을 결정하지 못했다. 카슈미르는 독립을 원했지만 주민들 사이에서는 파키스탄 귀속을 요구 폭동이 이루어지게 되었다. 10월 21일에는 이슬람 민병대가 파키스탄에서 진입을 시작하고 이에 대항하기 위해 번왕은 인도에 무력 개입을 요청하여 전쟁이 발발하게 된다.
곧 파키스탄 정규군도 투입되어 카슈미르 서부를 중심으로 전투가 이루어졌다. 국제 연합은 1948년 1월 20일 유엔 안전 보장 이사회 결의 39로 휴전을 요구했지만 전쟁은 계속되고 정전이 된 것은 1948년 12월 31일이다.
이 전쟁의 결과 카슈미르의 60%는 인도 실효 지배하는 곳이 되었으며, 나머지 부분이 파키스탄의 지배를 받게 되었다. 감시하기 위해 국제 연합 인도 파키스탄 군사 감시단 (UNMOGIP)이 파견되었지만 1965년에 2차 전쟁이 발발하게 된다.

## 같이 보기
- 인도-중국 전쟁
- 인도-파키스탄 전쟁
- 카르길 전쟁